# Chiesa di San Giovanni Evangelista (Rapolano Terme)
La chiesa di San Giovanni Evangelista è un edificio sacro situato ad Armaiolo, nel comune di Rapolano Terme.

## Descrizione
La chiesa è ricordata sino dal XIV secolo, ma l'attuale costruzione in neoromanico in travertino risale interamente alla fine del XIX secolo (1898-99). L'interno è stato affrescato in occasione dell'Anno Santo del 1975 dal parroco Eldo Pensatori. Nel transetto a sinistra è conservato un dipinto XVIII secolo con l'Ultima Cena, proveniente dalla piccola chiesa della Compagnia del Corpus Domini fuori dalle mura di Armaiolo.